# Маякін Валентин Андрійович
Валентин Андрійович Маякін (4 вересня 1934, тепер Донецької області — квітень 1997) — український діяч, директор Костянтинівського металургійного заводу Донецької області. Народний депутат України 1-го скликання.

## Біографія
Народився у родині робітників.
Освіта вища: закінчив Дніпропетровський металургійний інститут, інженер-металург.
Працював робітником, інженером Костянтинівського металургійного заводу імені Фрунзе Донецької області.
Член КПРС.
З 1987 року — директор Костянтинівського металургійного заводу імені Фрунзе Донецької області, голова правління ВАТ «Костянтинівський металургійний завод» Донецької області.
18.03.1990 обраний народним депутатом України, 2-й тур 60,10 % голосів, 5 претендентів. Входив до групи «Промисловці». Член Комісії ВР України з питань розвитку базових галузей народного господарства.
Потім — на пенсії.

## Нагороди
- ордени
- медалі